# Diomède (grammairien)
Pour les articles homonymes, voir Diomède (homonymie).
Diomède, grammairien latin du IVe siècle, auteur d'un traité De Oratione et partibus oratoriis, publié par H. Keil dans les Grammatici Latini.
On lui doit la distribution ternaire des genres. Il distinguait le lyrisme, le dramatique et l'épique.